# UFC 214
UFC 214: Cormier vs. Jones II foi um evento de artes marciais mistas (MMA) produzido pelo Ultimate Fighting Championship, ocorrido no dia 29 de julho de 2017, na Honda Center, em Anaheim, Califórnia.

## Background

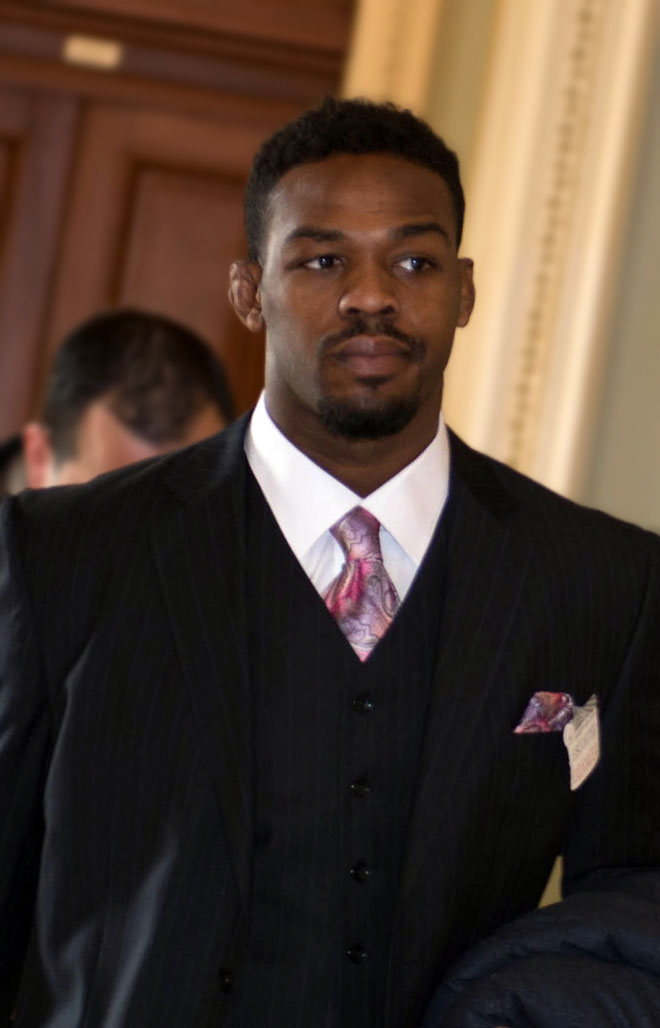
Esta é a terceira vez que o UFC reservou uma revanche entre Cormier e Jones, depois de ser adiada no (UFC 197 e UFC 200).

A luta principal foi a luta entre o atual campeão Daniel Cormier e o ex-campeão Jon Jones.
O primeiro confronto aconteceu no UFC 182 em janeiro de 2015, com Jones mantendo seu título por decisão unânime. No entanto, Jones perdeu o título e foi suspenso do UFC por tempo indeterminado devido a um incidente em que se envolveu. Cormier derrotou Anthony Johnson no UFC 187 em 23 de maio de 2015 ganhando o título vago e o defendeu duas vezes.
A revanche foi originalmente marcada para ocorrer no UFC 197, em 23 de abril de 2016, mas Cormier se lesionou três semanas antes do evento e foi substituído por Ovince St. Preux, a luta então foi alterada para o cinturão interino com Jones derrotando Saint Preux por decisão unânime.
Em julho de 2016 a luta foi reagendada para o UFC 200, no entanto, devido a uma possível violação de Política Antidoping decorrente de uma coleta de amostra em 16 de junho (fora da competição) Jones foi retirado da luta pela USADA. A amostra de Jones também teve resultado positivo para as mesmas substâncias e Jones foi suspenso por um ano, com início da suspensão retroativa ao dia  6 de julho de 2016.
A revanche de Cormier x Jones foi oficialmente anunciada em 12 de maio, embora seu status como evento principal não tenha sido inicialmente confirmado. O presidente do UFC, Dana White, confirmou que a luta será a principal deste evento apesar dos problemas anteriores relacionados a Jones. Ele também anunciou que Jimi Manuwa participará deste card e, se qualquer coisa acontecer com o evento principal, Manuwa seria o substituto.  Em 31 de maio, Volkan Oezdemir foi anunciado como seu oponente.
Em 28 de junho, o combate entre o atual campeão do Meio Médio Tyron Woodley e o desafiante Demian Maia foi anunciado.
A ex-campeã peso pena do Strikeforce e Invicta FC, Cristiane Justino (conhecida como Cris Cyborg) expressou seu desejo de enfrentar Germaine de Randamie neste evento. No entanto, de Randamie indicou que não iria enfrentar Cyborg devido às repetidas transgressões com drogas (apesar de Cyborg falhar apenas um teste em 2011). O UFC decidiu tirá-la da decisão do título no dia 19 de junho, devido à sua recusa em defendê-lo. Então foi anunciado a luta de Cyborg contra a atual Campeã Peso Pena do Invicta FC, Megan Anderson, para o título vago. Por sua vez, Megan Anderson desistiu no dia 27 de junho, devido a motivos pessoais e foi substituída pela atual Campeã Peso Galo do Invicta FC, Tonya Evinger.

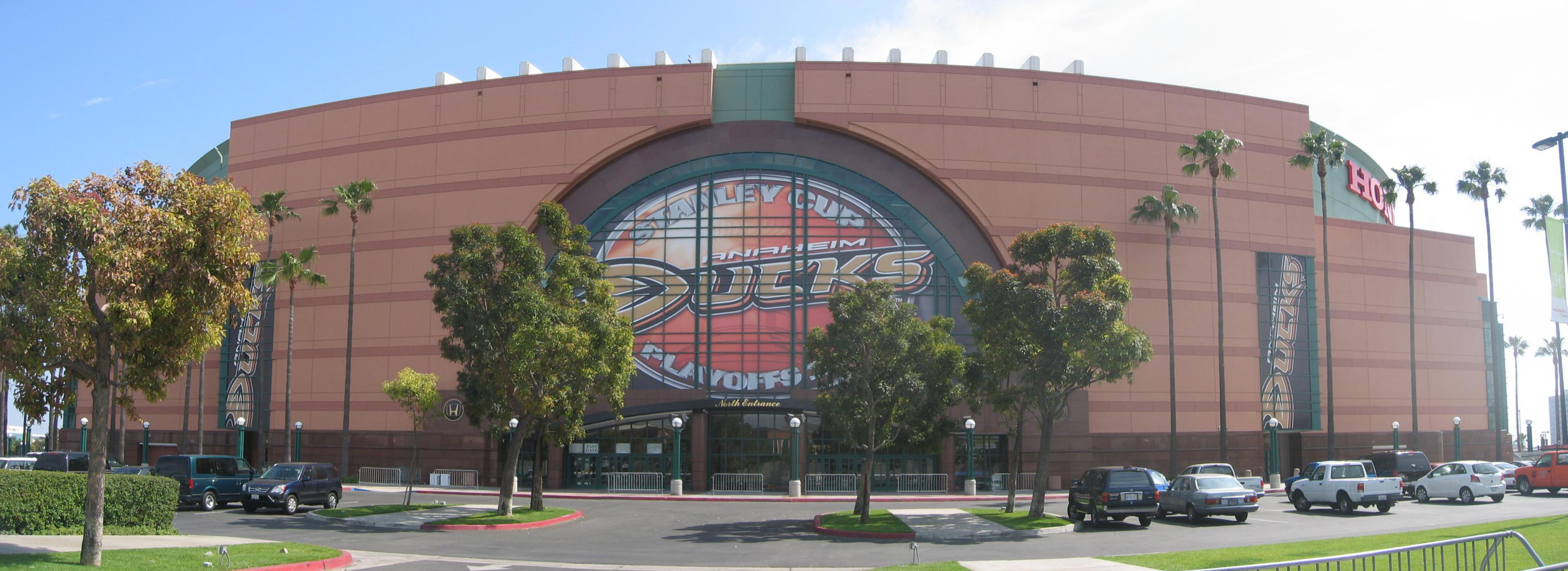
O Honda Center vai sediar o seu sétimo evento do UFC.

Um combate entre Ricardo Lamas e Chan Sung Jung foi originalmente marcado para o UFC on Fox: Weidman vs Gastelum. Entretanto, em 12 de maio, a luta foi movida para este evento. O combate foi originalmente programado para ocorrer em julho de 2013, no UFC 162, mas Jung foi retirado da luta em favor de uma luta pelo título contra o então campeão José Aldo no UFC 163. Posteriormente, Jung foi retirado da luta no início de junho, devido a uma grave lesão no joelho. Ele foi substituído por Jason Cavaleiro.
Doo Ho Choi era esperado para enfrentar Andre Fili no evento, mas foi retirado no dia 14 de junho, devido a lesão. Artem Lobov revelou que lhe foi oferecida a luta, mas se recusou a fim de ajudar Conor McGregor a se preparar para sua luta de boxe contra Floyd Mayweather Jr.
Claudio Puelles era esperado para enfrentar Sage Northcutt, mas foi retirado no dia 19 de junho, devido a uma lesão no joelho. Ele foi substituído por John Makdessi.
Uma luta entre Robbie Lawler e Donald Cerrone foi originalmente marcada para o UFC 205. No entanto, Lawler desistiu para ter mais tempo para se recuperar de seu último combate no UFC 201. A luta, em seguida, foi remarcada para acontecer no dia 18 de julho de 2017, no UFC 213. Notícias divulgaram, em 28 de junho, que Cerrone tinha sofrido uma pequena lesão e que o combate seria deslocado para este evento. O Presidente do UFC Dana White confirmou mais tarde que Cerrone de fato teve uma infecção e uma lesão na virilha, por enquanto o plano é manter a luta.
Em 28 de junho, a Comissão Atlética do Estado da Califórnia (CSAC) negou a Renan Barão um combate contra Aljamain Sterling, devido a sua falha ao bater o peso no UFC 177, em Sacramento, Califórnia. A luta vai continuar a acontecer, mas em um peso casado de 63,50 Kg.

## Card Oficial
Nota 1 Pelo Cinturão Meio Pesado do UFC.

Nota 2 Pelo Cinturão Meio Médio do UFC.

Nota 3 Pelo Cinturão Peso Pena Feminino Vago do UFC

## Bônus da Noite
Os lutadores receberam $50.000 de bônus
- Luta da Noite:  Brian Ortega vs.   Renato Moicano
- Performance da Noite:  Jon Jones e  Volkan Oezdemir